# Алессандро Альґарді

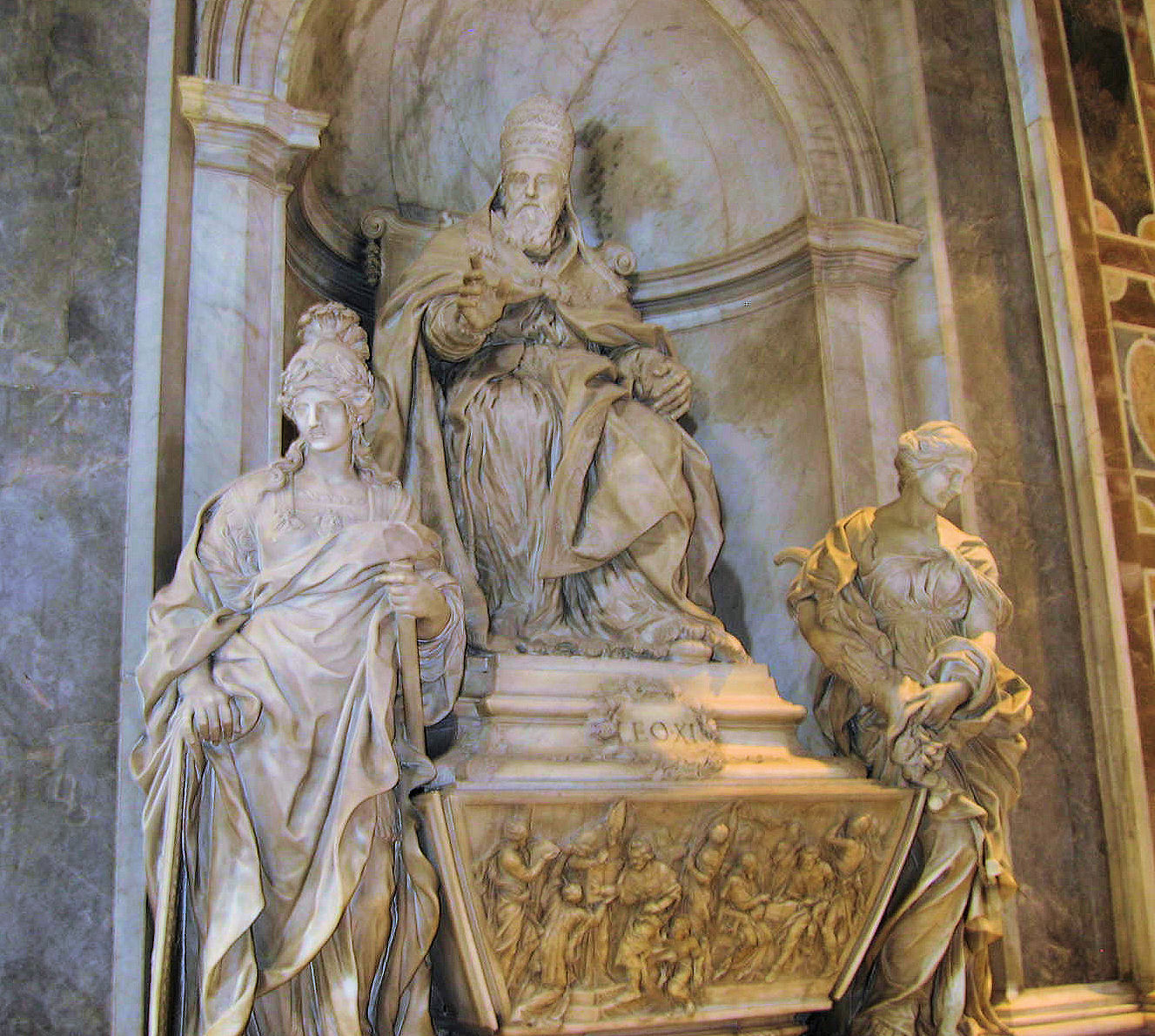
Надгробок папи Лева XI роботи Алессандро Альґарді, собор Св. Петра, Рим

Алессандро Альґарді (італ. Alessandro Algardi; 31 липня 1598, Болонья — 10 червня 1654, Рим) — італійський скульптор, поряд з Берніні один з найталановитіших представників бароко в італійській скульптурі та скульптурі Європи XVII століття.

## Життєпис. Ранні роки
Альґарді народився у сім'ї торговця шовком в місті Болонья. Художню освіту отримав в академії  Лодовіко Карраччі в рідному місті. Але згодом звернувся до ремесла скульптора. Починав як ювелір. Серед знайомих Альґарді в цей період — архітектор Габрієль Бертаццуолі. Останній і дав молодому скульпторові та ювеліру рекомендації для праці в Мантуї.

## Мантуанський період Альґарді
В 1608 р. його беруть на службу до герцога Мантуї Фердінандо Гонзага (1587—1626). Працює ювеліром, зробив декілька моделей для прикрас з срібла.
Отримав стипендію для подальшого вдосконалення майстерності і у 1623 перебирається у Венецію, а в 1625 р. — відвідав Рим. Патрон скульптора Фердінандо Гонзага помер у 1626 р. і митець залишився без покровителя, без замов і грошей.

## Римський період
Про талановитого скульптора вже знали в папській столиці і Альґарді отримав нового покровителя в особі кардинала Лодовіко Людовізі, племінника тодішнього папи римського Григорія XV. При дворі кардинала скульптор працює реставратором і антикваром. Він досить мало працював з бронзою, улюбленим матеріалом римських скульпторів. Серед друзів скульптора в цей період — художник Доменікіно, частку творів вони створили разом.

## Адміністративна кар'єра
У 1640 році Альґарді отримав від уряду папи римського посаду голови римської Академії Св. Луки . У 1641 р. помер Доменікіно, але навіть на цій посаді все — одно отримує багато замовлень. П'єтро Буонкомпані замовляє групу фігур святого Філіпо Нері. Працював у церкві Сан-Сільвестро-аль-Квіріналє, Санта-Марія-дель-Пополо, соборі Святого Петра, Палаццо дей-Консерваторі.

## Надвірний скульптор Папи

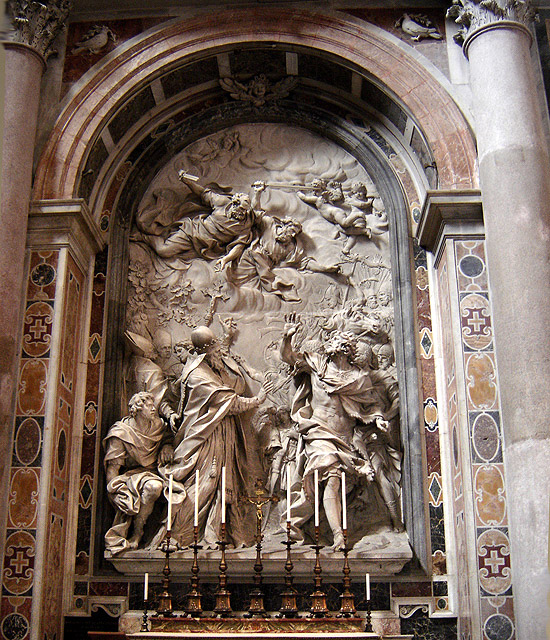
Зустріч полководця Атілли з папою римським і втеча від божого покарання, Ватикан

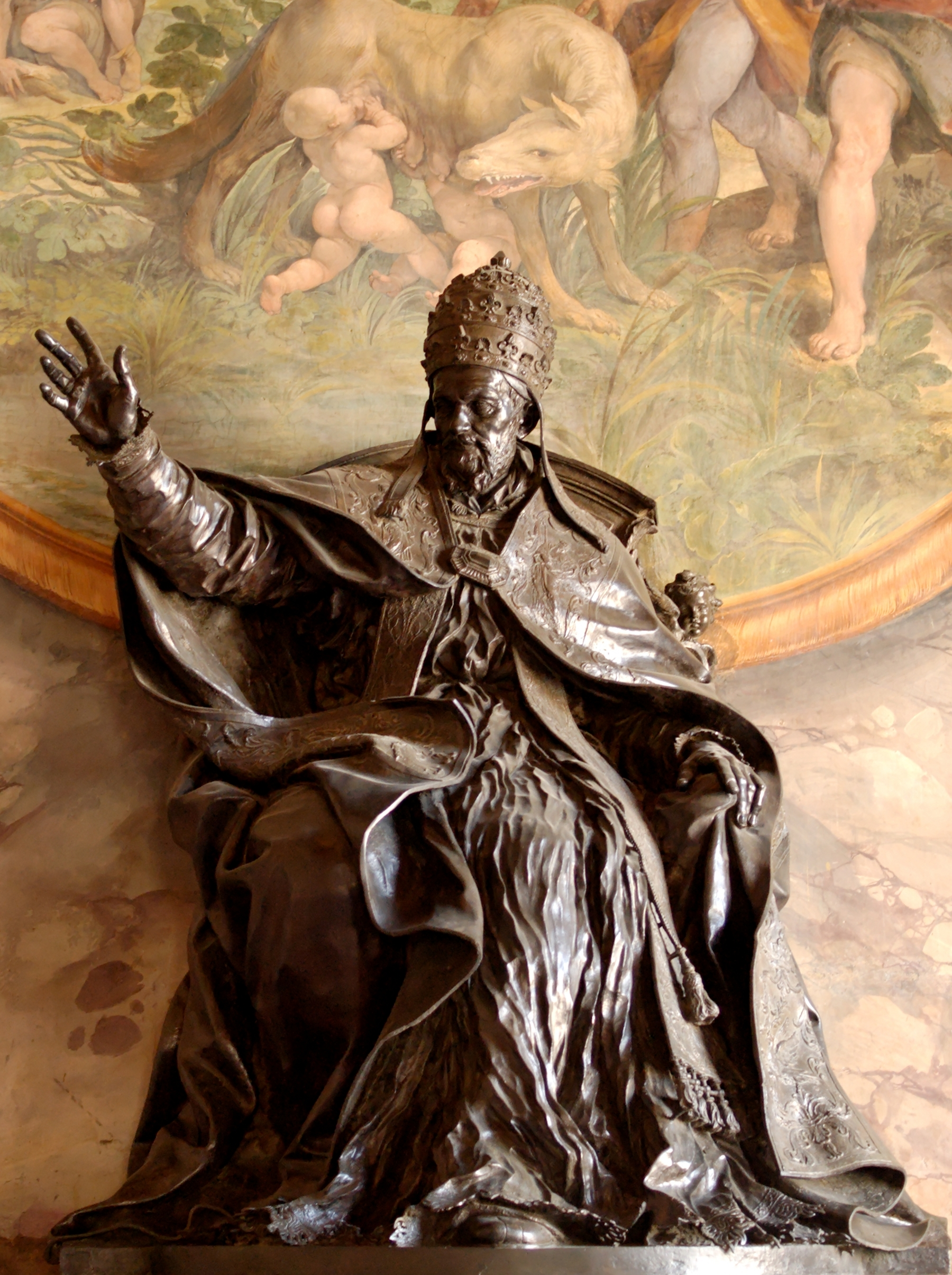
Алессандро Альґарді.Папа римський Іннокентій X

В Римі — чергова зміна папи на престолі. Ним став Інокентій X з роду Памфілі. Інокентій X, пихатий і консервативний, не схильний до компромісів, значно поступався масштабом особи у порівнянні з могутнім покровителем Берніні — Урбаном VIII. Відставку отримав і сам Берніні. Той перестав бути папським обранцем, покинув папський палац. Саме в ці роки від доробив надгробок папи Урбана VIII, а по замовленню венеціанського кардинала Федеріко Корнаро — екстаз святої Терези (знакові твори римського бароко і шедеври майстра. Рим покидає французький дипломат, покровитель Ніколя Пуссена, екс — королева Швеції Христина. А сам Рим втрачає блиск веселого і жвавого мистецького центру, хоча не перестає бути могутнім центром бароко.
Папа Інокентій Х у 1644 році називає його наступником Берніні при папському дворі, що надало шанс скульпторові довести, що він не гірший талантом, ніж мистецький «диктатор» Риму — Лоренцо Берніні.
Він також займався широкомасштабною розбудовою на капітолії (Палаццо дей-Консерваторі). На замовлення сім'ї Памфілі, до якої належав і Інокентій Х робить проект Вілли Доріа Памфілі. У той же час Альґарді отримує ряд пропозицій роботи при дворі французького короля та від французького ж кардинала Джуліо Мазаріні, італійця за походженням.
Джузеппе П'єрроні та Ерколе Феррата — два найвідоміші учні Альґарді, брали участь у його найвідоміших проектах. У 1650 році з приводу ювілею вигнання Атілли папою Лео І з Риму представлена його чудова робота, мармурова стела "Втеча Атілли від божого покарання "(Fuga d'Attila) у соборі Святого Петра. Срібну модель рельєфу, виготовлену теж, папа подарував королю Іспанії Філіпу IV.
Альґарді був близький до Доменікіно, дружив з Франсуа Дюкенуа, Андреа Саккі, Нікола Пуссеном, поділяв їх орієнтацію на класичну норму в рамках барокової стилістики. Працював також як реставратор. У 1650 р. познайомився з Веласкесом, переїхав в Іспанію. Працював в Аранхуесі і Саламанці.

## Смерть
У віці 56 років 10 червня 1654 році помирає у Римі. Похований у церкві San Giovanni e Petronio de Bolognese. У 1655 році помирає і його покровитель — Інокентій X.
Смерть Альґарді наново спрацювала на кар'єру Лоренцо Берніні, що позбавила того від талановитого конкурента Альґарді і його прижиттєвого мецената.
Після смерті Інокентія X та Алессандро Альґарді — Берніні повернув собі і прихильність пап, і посаду надвірного скульптора.

## Вибрані твори
- моделі для виробів з срібла

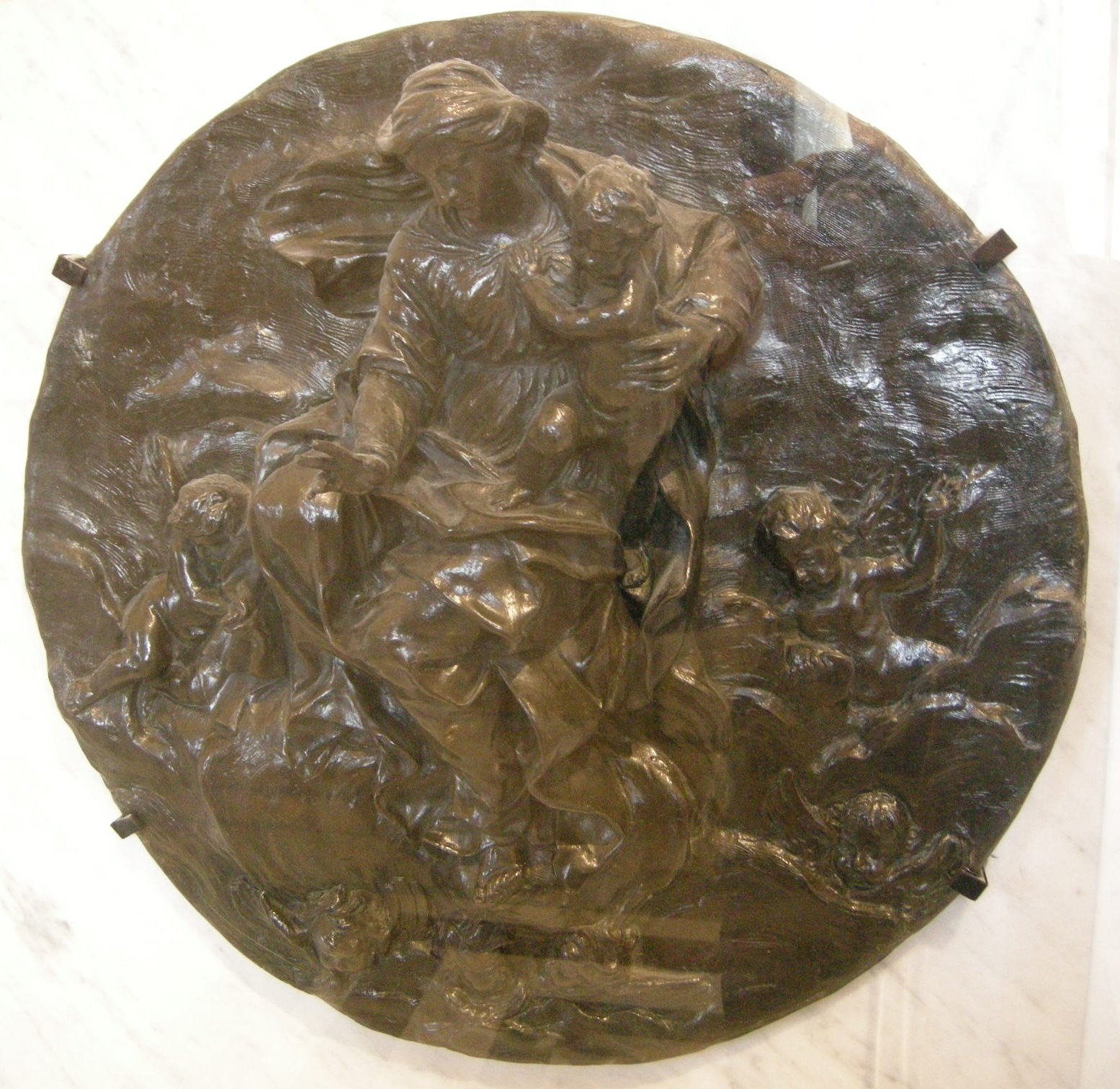
Мадонна з немовлям та янголами, тондо, бронза, Лувр, Париж

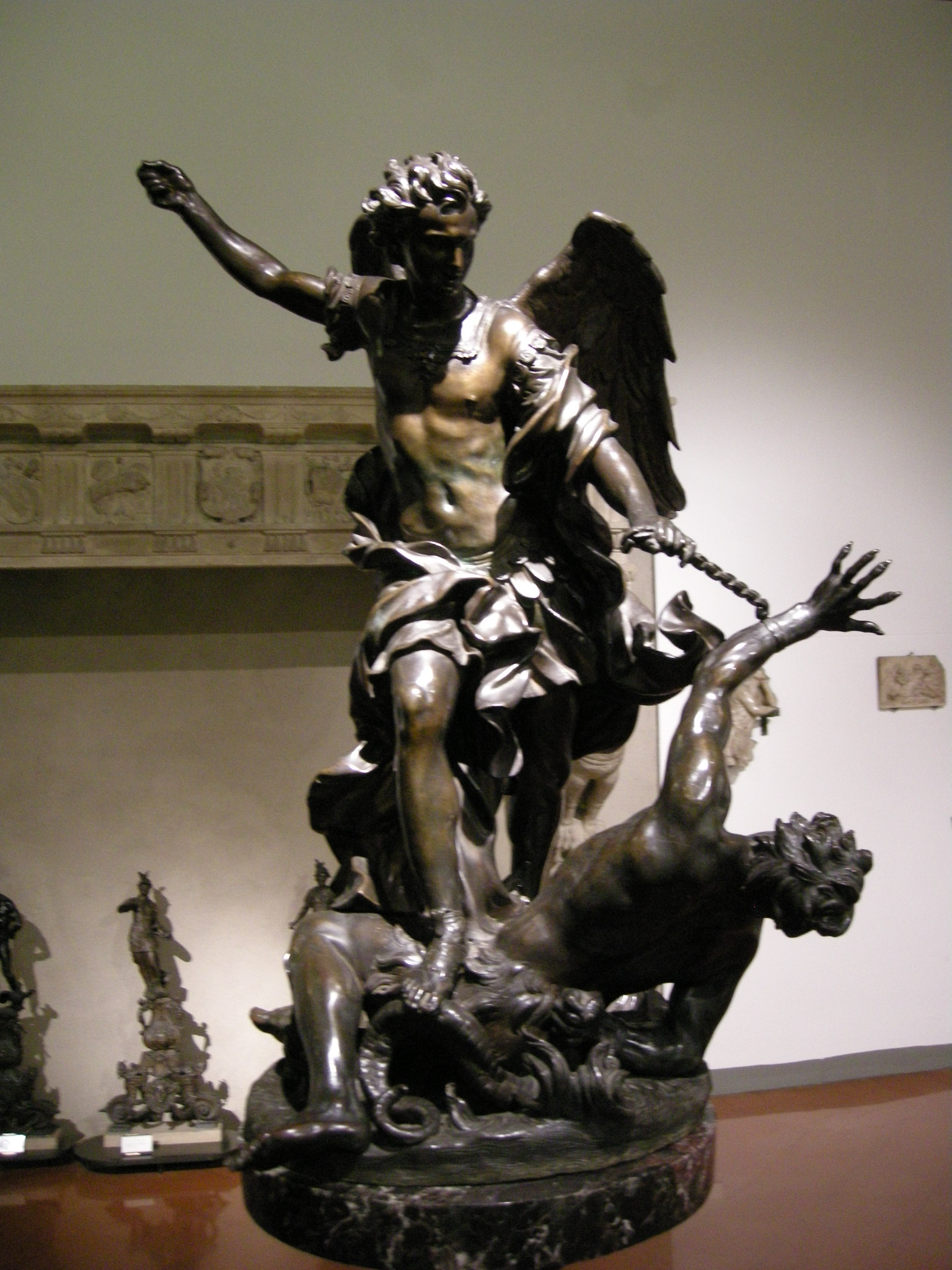
Двобій Архангела Михаїла з демоном, бронза, Музей Цивіко, Болонья

- погруддя Мауріцціо Франджіпане, теракота
- погруддя кардинала Паоло Еміліо Цакья, теракота
- погруддя Камілло Апмфілі, теракота, Ермітаж
- погруддя папи римського Інокентія X (варіанти)
- Двобій Архангела Михаїла з демоном, бронза, Музей Чівіко, Болонья
- Кат з групи «Знущання над Христом», Національна галерея мистецтв, Вашингтон, США
- надгробок папи римського Лева ХІ, Собор Св. Петра, Ватикан
- надгробок кардинала Джованні Марціо Мелліні, церква Санта-Марія-дель-Пополо, Рим
- Мадонна з немовлям та янголами, тондо, бронза, Лувр, Париж
- погруддя донни Феліче Цаккья Ронданіні, Музей красних мистецтв, Страсбур, Франція
- Папа Ліберо Батецца і новохрещені, рельєф, Лувр, Париж
- мармуровий рельєф «Втеча Атілли», Рим,
- модель зі срібла рельєфу «Втеча Атілли», Іспанія

## Погруддя роботи Альгарді

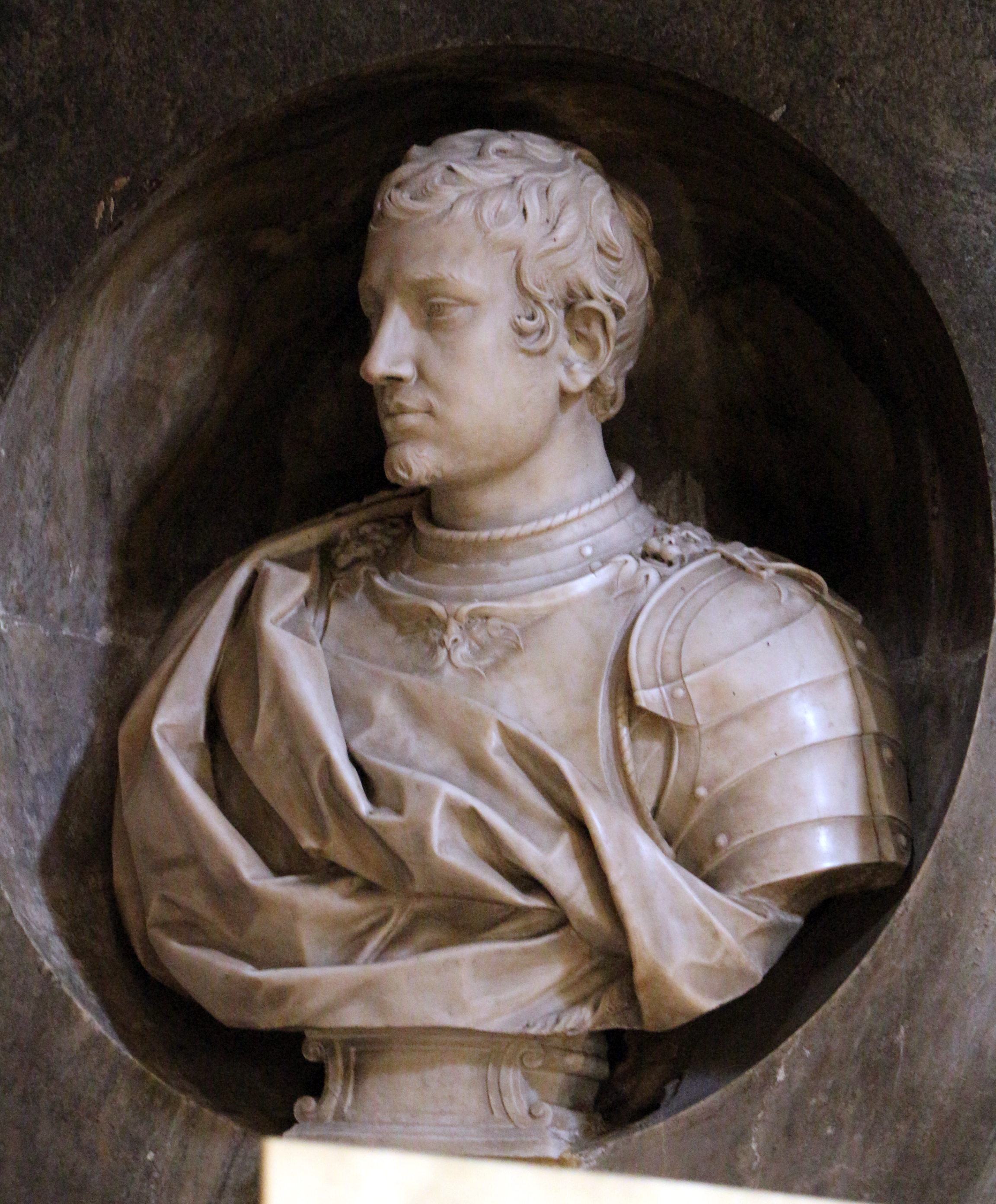
Алессандро Альгарді. Леліо Франджіпане, Сан Марчелло аль Корсо, Рим. Надгробок родини Франджіпане.
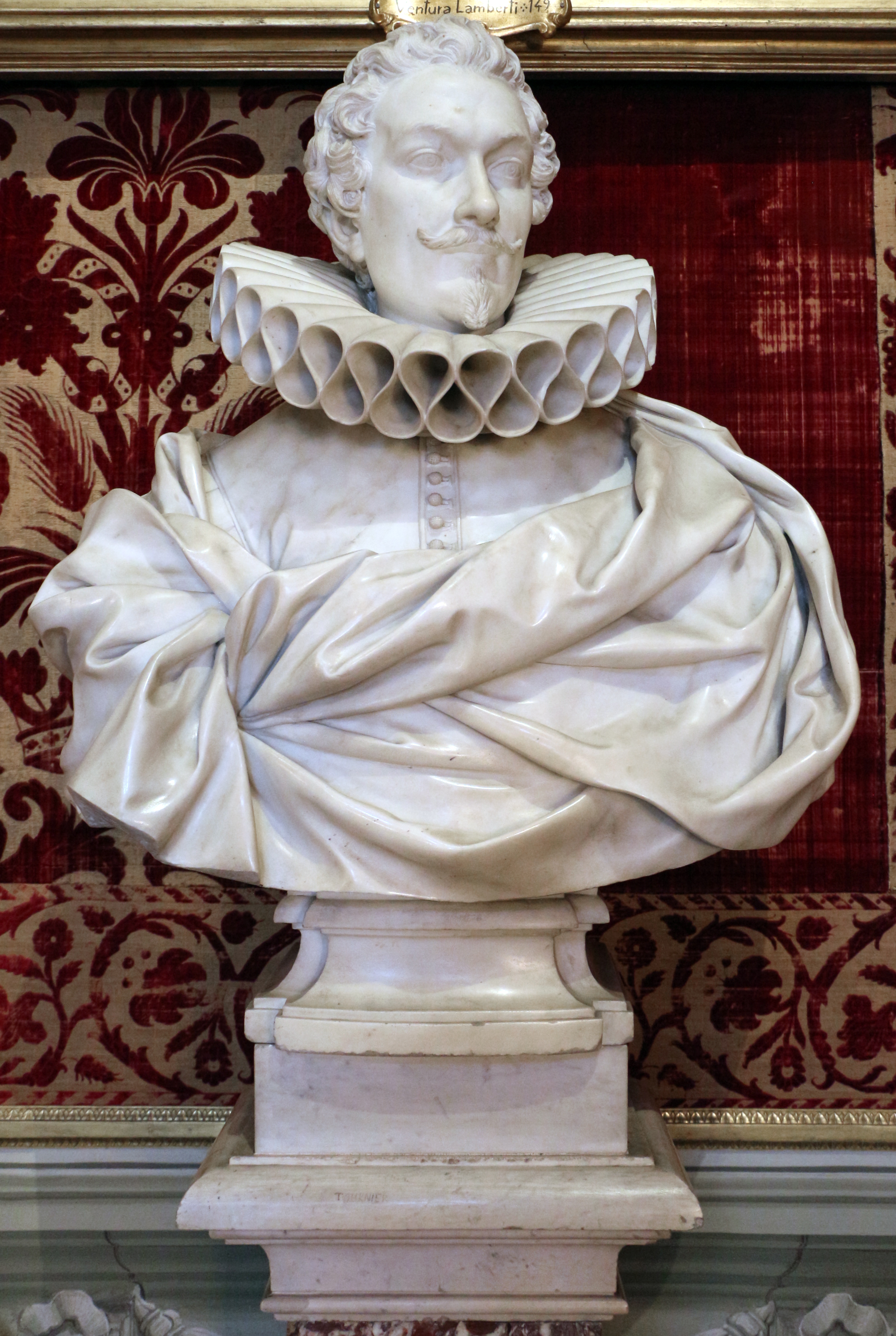
Алессандро Альгарді. Бенедетто Памфілі
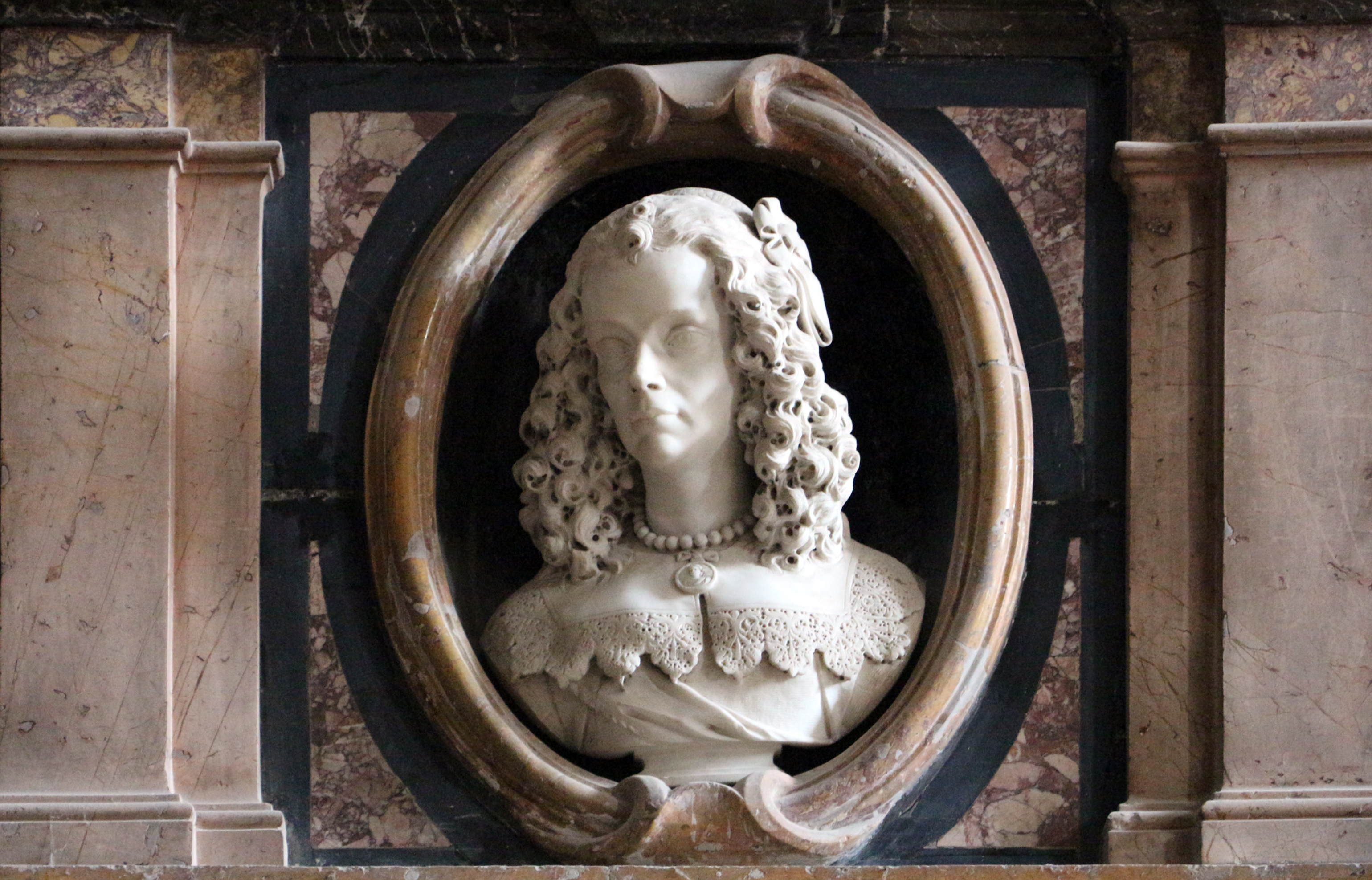
Алессандро Альгарді. Елізабета Кантуччі де Коліс, 1648 р., церква Сан-Доменіко, Перуджа.
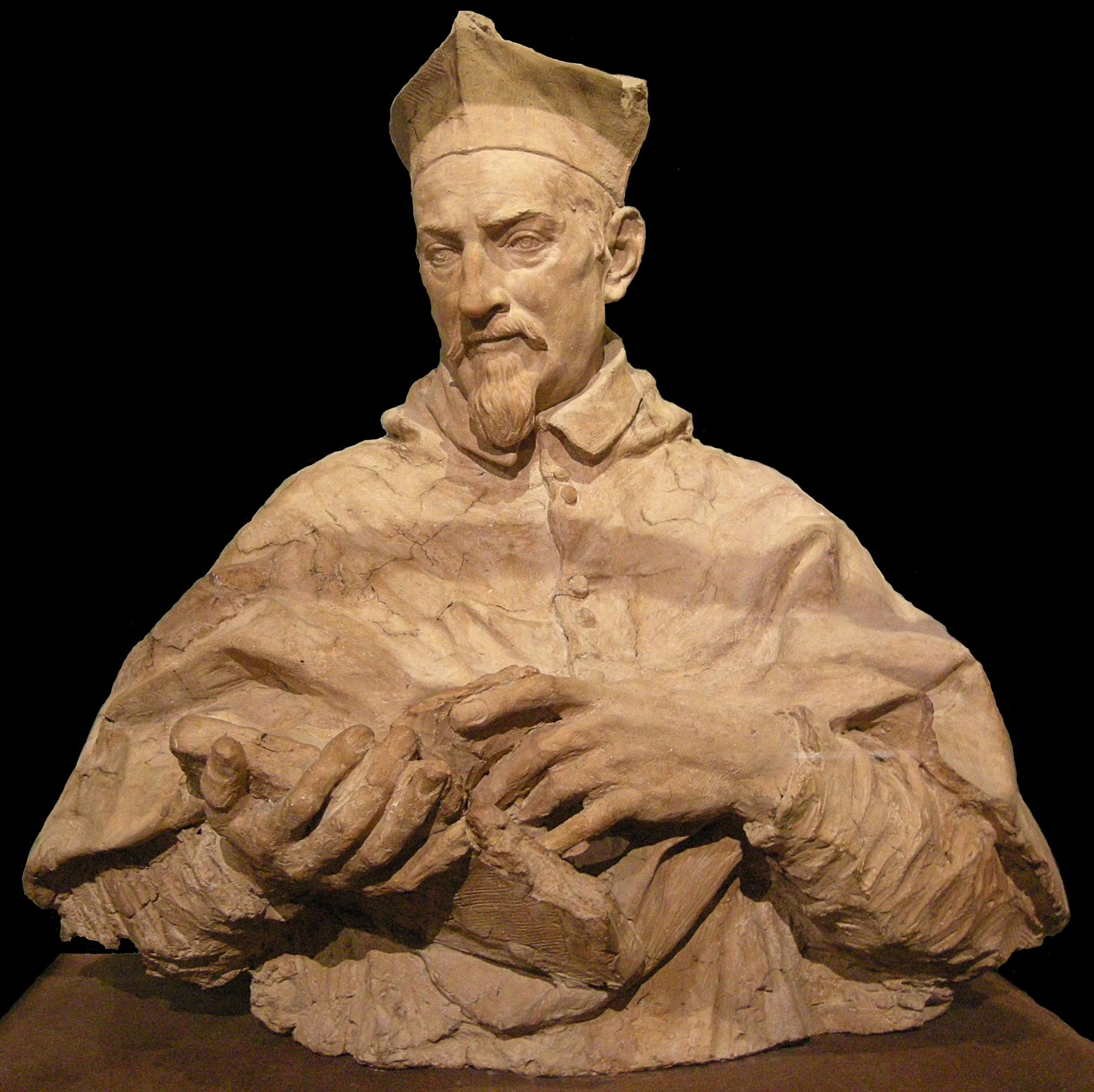
Алессандро Альгарді. Кардинал Паоло Еміліо Закья, 1650 р., теракота